# Maxseesiedlung
Die Maxseesiedlung ist ein Wohnplatz der Stadt Müncheberg im Landkreis Märkisch-Oderland in Brandenburg.

## Geografische Lage
Der Wohnplatz liegt im äußersten Südwesten der Gemarkung und dort nordwestlich des Maxsees in der Hinterheide, einem ausgedehnten Waldgebiet. Nördlich verläuft die Bundesstraße 1 von Südwesten kommend in nordöstlicher Richtung. Im Südwesten liegt die Gemeinde Grünheide (Mark), südlich – durch die Löcknitz voneinander getrennt – der bewohnte Gemeindeteil Neue Mühle der Gemeinde Steinhöfel.

## Geschichte
In den Karten des Deutschen Reiches ist noch keine Wohnbebauung erkennbar. Die Maxseesiedlung erschien erst im Jahr 1950 als Wohnplatz von Müncheberg. Zur Zeit der DDR errichtete der AHB Berliner Import-Export auf der Fläche Gebäude für das betriebliche Erholungswesen.